# Леонидовка (Черниговская область)
Леонидовка (укр. Леонідівка) — село в Нежинском районе Черниговской области Украины. Население 497 человек. Занимает площадь 1,425 км².
Код КОАТУУ: 7423382402. Почтовый индекс: 16670. Телефонный код: +380 4631.

## Власть
Орган местного самоуправления — Викторовский сельский совет. Почтовый адрес: 16670, Черниговская обл., Нежинский р-н, с. Викторовка, ул. Ленина, 39.